# Jack Buechner

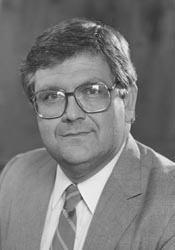
Jack Buechner

John William „Jack“ Buechner (* 4. Juni 1940 in Kirkwood, Missouri; † 6. März 2020 in Washington, D.C.) war ein US-amerikanischer Politiker (Republikaner). Zwischen 1987 und 1991 vertrat er den Bundesstaat Missouri im US-Repräsentantenhaus.

## Werdegang
Jack Buechner besuchte die öffentlichen Schulen seiner Heimat und danach bis 1962 das Benedictine College in Atchison (Kansas). Nach einem anschließenden Jurastudium an der Saint Louis University und seiner 1965 erfolgten Zulassung als Rechtsanwalt begann er im St. Louis County in diesem Beruf zu arbeiten. Außerdem war er in der Immobilienbranche tätig. Gleichzeitig schlug er als Mitglied der Republikanischen Partei eine politische Laufbahn ein. Zwischen 1972 und 1982 saß er als Abgeordneter im Repräsentantenhaus von Missouri; in den Jahren 1964, 1980 und 1988 war er Delegierter zu den jeweiligen Republican National Conventions.
Bei den Kongresswahlen des Jahres 1986 wurde Buechner im zweiten Wahlbezirk von Missouri in das US-Repräsentantenhaus in Washington, D.C. gewählt, wo er am 3. Januar 1987 die Nachfolge von Robert A. Young antrat. Nach einer Wiederwahl konnte er bis zum 3. Januar 1991 zwei Legislaturperioden im Kongress absolvieren. Dort war er Mitglied im Haushaltsausschuss und im Ausschuss für Wissenschaft und Technologie. Er galt als eher konservativer Abgeordneter.
Im Jahr 1990 unterlag Buechner der Demokratin Joan Kelly Horn. Nach seinem Ausscheiden aus dem Kongress arbeitete er als Rechtsanwalt in  verschiedenen Kanzleien in Washington. Zwischen 2001 und 2005 war er Präsident des National Republican Institute for International Affairs. Danach setzte er seine Anwaltstätigkeit fort. Buechner war drei Mal verheiratet und hat drei Kinder.

## Einzelnachweis
1. ↑  Jack Buechner, a former GOP congressman from Missouri, dies (Memento des Originals vom 12. März 2020 im Internet Archive)  Info: Der Archivlink wurde automatisch eingesetzt und noch nicht geprüft. Bitte prüfe Original- und Archivlink gemäß Anleitung und entferne dann diesen Hinweis.